# Monasterio de Þingeyrar
El monasterio de Þingeyrar (islandés: Þingeyraklaustur) fue un monasterio benedictino de Þingeyri en Austur-Húnavatnssýsla, Islandia. Fue fundado por el obispo de Hólar Jón Ögmundsson hacia 1112, pero se estableció formalmente como centro eclesiástico en 1133 bajo la autoridad de Ketill Þorsteinsson.
Como institución fue muy rica y rápidamente se convirtió en uno de los principales centros culturales de la isla. Los fondos necesarios se obtuvieron de los diezmos recaudados entre Hrútafjörður y Vatnsdalsá. Muchos monjes famosos iniciaron sus pasos en Þingeyrar, como Gunnlaugr Leifsson y Oddr Snorrason. Otros ostentaron la responsabilidad como abad y también fueron grandes eruditos: Karl Jónsson (1169–1181 y por segunda vez entre 1188-c. 1200), Kári Runólfsson (1181-1187) Guðmundur (1309-1338), y Arngrímur Brandsson (1350-1361).
A inicios del siglo XV Islandia sufrió la muerte negra. La plaga redujo la población de monjes a un solo superviviente y no hay más noticias hasta la elección de un nuevo abad hacia 1424. El centro fue abolido cuando el país entró en la reforma protestante en 1550, pero todavía se mantuvo activo hasta el verano siguiente.
La iglesia actual en Þingeyrar, de culto luterano, se construyó en 1877 y es obra de Ásgeir Einarsson.